# 淮宿阜城际铁路
淮宿阜城际铁路，亦称为阜淮城际铁路或阜阳至蒙城至宿州（淮北）铁路，是位于中华人民共和国安徽省北部的高速城际铁路。

## 项目概况
新建阜阳至蒙城至宿州（淮北）铁路线路起自商杭客运专线阜阳西站，经亳州市利辛县、蒙城县，至建设中的淮宿蚌城际铁路双堆集站，然后经阜蚌联络线与淮宿蚌城际铁路共线至淮北北站。项目正线全长142.457公里。全线设车站5座，其中新建车站2座、接轨站2座、预留车站1座，正线特大、大、中桥15座合计118.583km，桥梁比83.2%。总投资225亿元，其中征地拆迁概算约33.5亿元。
阜蚌联络线至本线曹坊线路所引出，东行上跨京台高速公路，后折向南行引入淮宿蚌城际铁路耿湾线路所。联络线左线长4.507km，桥比89.37%；右线长4.465km，桥比88.73%。同时还将新建阜阳西下行联络线同步施工段1.311km，均为桥；亳蚌城际铁路同步施工段左线长0.836km，桥比 65.43%；右线长0.616km，桥比53.08%。

## 计划及施工
2019年9月17日，淮宿阜城际铁路环境影响评价及社会稳定风险评价第一次公示；2020年7月30日，环评第二次公示；10月9日，环境影响报告书进行报批前公示。
2020年12月30日，阜阳至蒙城至宿州（淮北）铁路先行工程开工。
2021年2月5日，安徽省发改委批复淮宿阜城际铁路全线初步设计。
2022年10月30日，阜淮高速铁路主体工程进入实质性施工阶段。
2023年10月20日，阜淮铁路全线首孔箱梁提架完成。